# Guido Adler
Guido Adler (Eibenschütz, Moravia, Imperio austríaco, 1 de noviembre de 1855 - Viena, Austria, 15 de febrero de 1941) fue un musicólogo austriaco, distinguido por sus trabajos en la formación de la musicología, y muchas veces considerado fundador de la disciplina.

## Biografía
En el año 1868, cuando Adler tenía 9 años, su familia se mudó a Viena. Allí estudió composición y teoría musical en el Conservatorio de Viena y se licenció en derecho en la Universidad de Viena. Después de trabajar en el "Vienna Handelsgericht" (Tribunal Comercial de Viena), decidió estudiar historia de la música en la universidad, donde atendió las clases del musicólogo Eduard Hanslick. Allí se doctoró en 1880 con una disertación sobre la música hasta el año 1600.
En el año 1884, fundó la primera revista de musicología, la Vierteljahrsschrift für Musikvissenschaft (Trimestral de Musicología), junto a Philipp Spitta y a Friedrich Chrysander.
En el año 1892, organizó y escribió el catálogo de la sección musical de la Exhibición Internacional de Música y Teatro de Viena. Este trabajo reveló sus dotes para la organización de eventos a gran escala, así que fue elegido para organizar en Viena los festivales del centenario de Haydn (1909) y más tarde, el de Beethoven (1927).
Desde 1894 hasta 1938 fue el editor general de la Denkmäler der Tonkunst in Osterreich series, una colección dedicada a los monumentos musicales austríacos, de la que publicó 83 volúmenes. Su trabajo consistió en recoger y editar la música escrita en diferentes países de la monarquía austriaca, desde la Edad Media hasta los primeros románticos (alemanes). Gracias a este trabajo hoy se conocen muchas obras que podrían haber sido olvidadas. Sus estudios se concentraron, pues, en la historia de la música de Austria, sobre todo en los clásicos vieneses.
Durante la mayor parte de su carrera trabajó como profesor. Primero, desde el 1885 hasta tres años después, en la Universidad de Praga. Después volvió a la Universidad de Viena como profesor de historia de la música. En el 1898, sucedió a su maestro Eduard Hanslick en su puesto, lo que le colocó en una posición académica y musical de gran importancia. Sus clases atrajeron a muchos estudiantes de toda Europa, y tuvo discípulos que después se convirtieron en grandes compositores, como A. Webern y K. Jeppesen; y grandes musicólogos, como R. Haas o D. Fischer.
En la Universidad de Viena, fundó el Instituto Musicológico (Mussikwissenschaftliches Institut), un departamento de investigación musicológica. Este se convirtió en un modelo de cara a otras universidades europeas, que también formaron departamentos con objetivos parecidos. Dirigió el departamento hasta su jubilación en el año 1927.

## Adler y la musicología
El camino de la musicología moderna se debe en gran parte a Adler, que bajo la influencia del filósofo Alexius Meinong hizo un estudio empírico de sus bases.
Su contribución fue primordial, pues definió el campo de trabajo de la musicología y estableció el análisis del estilo y la crítica como elementos fundamentales del estudio histórico de la música. Además, años después de terminar su doctorado, en el 1884, fundó junto a Philipp Spitta y Friedrich Chrysander la Vierteljahrsschrift für Musikvissenschaft (trimestral de musicología). Fue la primera revista especializada en musicología, que se publicaba cada tres meses.
En el primer número que se lanzó, Adler presentó su ensayo “El ámbito, método y objetivo de la musicología“ (Umfang, Methode und Ziel der Musikwissenschaft). En él, instituyó los límites de la incipiente disciplina de la musicología, así como sus ramas de estudio, haciendo así que esta fuera reconocida como una especialidad independiente en las universidades europeas. Además, también estableció la división de la disciplina en musicología histórica y musicología sistemática. Una rama de la musicología sistemática, la musicología comparativa, más tarde se convirtió en una especialidad independiente: la etnomusicología.
Dicho artículo es el primer estudio crítico y metodológico de la musicología, y a pesar de su antigüedad, pues es de finales del siglo XIX, los musicólogos siempre han mirado atrás hacia él a la hora de buscar respuestas en cuanto a la disciplina.

#### Esquema para los estudios musicológicos de Guido Adler
1. Musicología histórica (historia de la música según las épocas, personas, reinos, países, provincias, ciudades, escuelas de arte, artistas)
  1. Paleografía musical (notaciones)
  2. Categorías de las bases históricas (organización de las formas musicales)
  3. Sucesión histórica de los principios
    1. Como se encuentran en las obras de arte de cada época
    2. Como son mostrados por los teóricos de las épocas en cuestión
    3. Tipos de práctica estética

  4. Historia de los instrumentos musicales
2. Musicología sistemática
  1. Investigación y fundamento de lo dicho en
    1. Armonía
    2. Ritmos
    3. Melismas (coherencia tonal y temporal)

  2. Estética del arte musical
    1. Comparación y evaluación de los preceptos y su relación con el sujeto, para la propuesta de establecer el criterio de lo bello musicalmente
    2. Complejo de cuestiones conectadas directa o indirectamente

  3. Pedagogía musical y didácticas (recopilación de preceptos con relación a propuestas didácticas)
    1. teoría de la música
    2. teoría de la armonía
    3. contrapunto
    4. teoría de la composición
    5. teoría de la orquestación
    6. métodos de instrucción en canto y práctica musical

  4. Musicología (Musikologia) (examen y comparación de las propuestas etnográficas)[10]

## Ediciones musicales
- A. Cesti: Il pomo d'oro, DTÖ, 6, Jg.3/2 (1896/R); ix, Jg.iv/2 (1897/R)
- Gottlieb Muffat: Componimenti musicali per il cembalo, DTÖ, 7, Jg.3/3 (1896/R); Zwölf Toccaten und 72 Versetl für Orgel und Klavier, DTÖ, lviii, Jg.xxix/2 (1922/R)
- J.T. Froberger: Orgel- und Clavierwerke, DTÖ, 8, Jg.4/1 (1897/R); xiii, Jg.vi/2 (1899/R); xxi, Jg.x/2 (1903/R)
- H.I.F. von Biber: Acht Violinsonaten mit ausgeführter Clavierbegleitung, DTÖ, 11, Jg.5/2 (1898/ R)
- Trienter Codices I–II, DTÖ, 14–15, Jg.7 (1900/R); xxii, Jg.xi/1 (1904/R); xxxviii, Jg.xix/1 (1912/R) [with F. Schegar and M. Loew] (with O. Koller).
- J.J. Fux: Mehrfach besetzte Instrumentalwerke: zwei Kirchensonaten und zwei Ouverturen (Suiten), DTÖ, 19, Jg.9/2 (1902/R)
- Orazio Benevoli: Festmesse und Hymnus, DTÖ, 20, Jg.10/1 (1903/R)
- Antonio Draghi: Kirchenwerke: zwei Messen, eine Sequenz, zwei Hymnen, DTÖ, 46, Jg.23/1 (1916/R)
- Drei Requiem für Soli, Chor, Orchester aus dem 17. Jahrhundert [von] Christoph Strauss, Franz Heinrich Biber, Johann Caspar Kerll, DTÖ, 59, Jg.30/1 (1923/R)